# Mile, Honghe
Mile, tidigare romaniserat Milo, är en stad på häradsnivå i Honghe, en autonom prefektur för Hanifolket och yifolket i Yunnan-provinsen i sydvästra Kina. 